# Turkmeense parlementsverkiezingen 1999
De Turkmeense parlementsverkiezingen 1999 werden op 12 december van dat jaar gehouden
Voor de vijftig beschikbare zetels in het parlement waren 104 kandidaten die allen waren aangesloten bij de enige partij, de Democratische Partij van Turkmenistan (TDP) van president Saparmurat Niazov (1940-2006).

## Uitslag
| Partij                          | Partij                                | Zetels | %     | +/-     |
| ------------------------------- | ------------------------------------- | ------ | ----- | ------- |
|                                 | Democratische Partij van Turkmenistan | 50     | —     | Stabiel |
| Totaal                          | Totaal                                | 50     | 100%  | Stabiel |
| Geregistreerde kiezers/ opkomst | Geregistreerde kiezers/ opkomst       |        | 98,8% |         |
| Bron: NRC Handelsblad           |                                       |        |       |         |